# (74393) 1998 XX56
(74393) 1998 XX56 – planetoida z pasa głównego asteroid okrążająca Słońce w ciągu 4,66 lat w średniej odległości 2,79 j.a. Odkryta 15 grudnia 1998 roku.